# Trollfest
Trollfest (también escrito TrollfesT) es una banda noruega de folk metal con numerosos elementos de metal extremo, como el timbre de voz del vocalista. En marzo de 2005 publicaron, bajo el sello Solistitium Records, su primer álbum de estudio llamado Willkommen Folk Tell Drekka Fest! (¡Gente, bienvenidos al festival de la bebida!). Su segundo álbum, Brakebein, fue publicado el 24 de mayo de 2006 bajo el sello Omvina (antiguo Solistitium).
Aunque la banda ya había lanzado dos álbumes de estudio, su primera aparición en directo fue en el Barther Metal Openair Festival en Alemania en 2007.
En 2008 tocaron en el Ragnarök Festival.
En 2009 publicaron su álbum Villanden bajo el sello Twilight Vertrieb. En abril de 2011 la banda saca a la luz su cuarto disco de estudio En Kvest Por Den Hellige Gral

## Estilo
Sus piezas contienen una lírica con una temática muy relacionada con trolls y fiestas al estilo troll (es decir, con mucha cerveza). Además las humorísticas letras son escritas en trollspråk (literalmente idioma troll en noruego) una lengua ficticia que es una mezcla de varios idiomas nórdicos, principalmente noruego y alemán. Esta banda combina el death metal con otros sonidos y voces similares a los de un troll, siendo la voz resultante bastante estridente incluso entre los típicos "screams" del black metal.

Inspirados por la banda finlandesa Finntroll, tienen su propio estilo, que se ha desarrollado paulatinamente. Se basan en muchos géneros, como humppa, música tradicional noruega y balcánica, tango, reggae, vals y ska. Trollfest, en contraste con Finntroll, prima el uso de muchos instrumentos folk como  guitarra acústica, acordeón, trompeta, violín, mandolina y banjo.
Los miembros de la banda utilizan nombres artísticos que contienen la partícula troll. El nombre artístico de John Espen Sgstad (Mr. Seidel) hace referencia a una marca de cerveza.

## Formación

### Miembros actuales
- Jostein Austvik (Trollmannen) - Vocalista. (Fundador/2003-)
- John Espen Sagstad (Mr. Seidel) - Guitarrista. (Fundador/2003-)
- Eirik Renton (Trollbank) - Batería. (Fundador/2003-)
- Øyvind (Manskow) - Acordeón y Banjo. (2009-)
- Per Olav (Per Spelemann) - Guitarra. (2009-)
- Dag Stiberg (Drekka Dag) - Saxofón. (2010-)
- Øyvind Bolt Strönen Johannesen (Lodd Bolt) - Bajo. (2012-)
- Morten Müller (Dr. Leif Kjønnsfleis) - Guitarra. (2012-)

### Miembros pasados
- Martin Storm-Olsen (Psychotroll) - Bajo. (Fundador/2003-2012)
- Tor Einar Rogn (St Beinhard) - Guitarra. (2009-2012)
- Ingvild Anette Strønen Kaare (Sareeta) - Violín (2014)

## Discografía

### Demos
- Promo (2004)

### EP
- Uraltes Elemente EP

### Álbumes de estudio
- Willkomen folk tell drekka fest! (2005)
- Brakebein (2006)
- Villanden (2009)
- En Kvest For Den Hellige Gral (2011)
- Brumlebassen (2012)
- Kaptein Kaos (2014)
- "Helluva" (2017)
- Norwegian Fairytales (2019)

### Recopilatorio 10º Aniversario
- A Decade of Drekkadence (2013)